# Cryphaea decurrens
Cryphaea decurrens là một loài rêu trong họ Cryphaeaceae. Loài này được Müll. Hal. Mitt. mô tả khoa học đầu tiên năm 1869.